# محمدرضا دومیری گنجی
محمدرضا دومیری گنجی (۱۶ آبان ۱۳۶۹) عکاس ایرانی است. ویژگی خاص آثار وی را می‌توان در عکاسی به سبک سراسرنما از آثار معماری، بناهای تاریخی و نیز جاذبه‌های گردشگری ایران دانست.

## زندگی

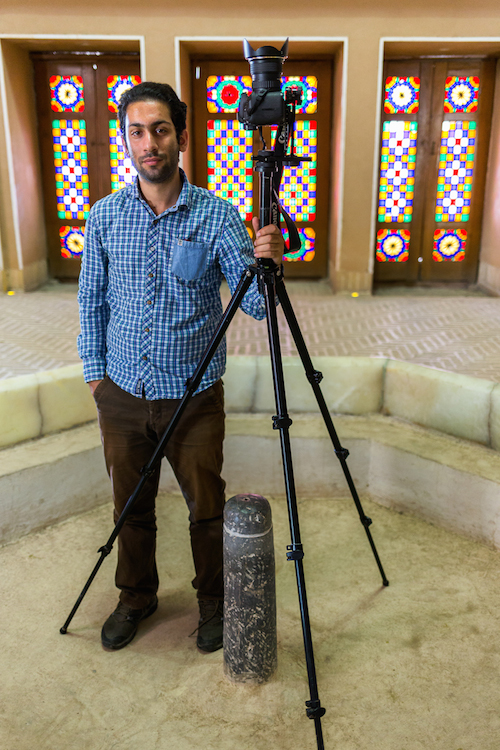
تصویری از عکاس به همراه دوربین و سه‌پایه‌اش

محمدرضا دومیری گنجی در ۱۶ آبان سال ۱۳۶۹ در تهران متولد شد و اکنون ساکن بابل در شمال ایران است.
وی از کودکی به عکاسی علاقه داشت و از دریا، جنگل، غروب خورشید و هرچه که در اطرافش بود، با دوربین دیجیتالی‌اش عکس می‌گرفت. اما در سال ۱۳۸۷ با دیدن تصاویری از فضای داخلی اهرام مصر و ابهت این آثار تاریخی به خصوص در عکس‌های سراسرنما، الهام گرفت و از آن سال عکاسی به سبک سراسرنما را به‌طور جدی دنبال کرد.
آگاهی وی از عکاسی نه به صورت آکادمیک، بلکه به صورت خودآموخته است و وی با مطالعهٔ مقالات مربوط به عکاسی، تماشای ویدئوهای آموزشی، به اشتراک گذاشتن عکس‌ها و کارهایش در اجتماعات و فروم‌های عکاسان و نیز بهره‌گیری از دانش و تجربهٔ دیگر عکاسان مطرح به یادگیری خویش ادامه می‌دهد.

## سبک
از ویژگی‌های خاص عکس‌های محمدرضا دومیری گنجی می‌توان به بهره‌گیری از تکنیک عکاسی سراسرنما از آثار باستانی ایران به همراه نورپردازی مناسب و سپس ویرایش عکس‌ها اشاره کرد. وی به عکاسی از بناهای تاریخی و نمادها علاقه‌مند بوده و هست، و معمولاً از لنزهای بسیار عریض یا تکنیک سراسرنما برای به تصویر کشیدن تمامی بنا و جزئیات کامل آن در یک عکس استفاده می‌کند. به عقیدهٔ وی در عکاسی بااهمیت‌ترین عنصر نور است، به همین دلیل هم وی زمان زیادی را صرف یادگیری روش‌های استفاده از نور و ویرایش آن در عکس‌هایش کرده‌است. او تکرار، تقارن و ظرافت در ترکیب رنگ‌ها را از دیگر عوامل مهم در عکاسی می‌داند.
وی در مورد سبک کار خویش چنین می‌گوید: «و اما در مورد کارهای خودم… همیشه سعی کردم عکسم در نگاه اول بیننده رو خیره و حیرت‌زده کنه (همین‌طور که خودم تجربه اون رو داشتم). همیشه اول خودم بنای مورد نظرم رو می‌بینم، می‌سنجم و فکر می‌کنم کدوم ویژگی اون بنا هست که از همه پر جاذبه‌تر هست و بیننده رو مجذوب خودش می‌کنه.» به عقیدۀ وی عکاسی با سبک سراسرنما به وی این امکان را می‌دهد که جدا از زوایای عادی عکس‌هایی با اعوجاج یا جلوه‌های ویژه هم به مخاطب ارائه کند. در حقیقت وی به جای حذف اعوجاج، آن را در خدمت گرفته و در عکس‌هایش از آن استفاده می‌کند.

### نمونه‌ای از آثار هنری
پانورامای مسجد نصیر الملک یا «مسجد رنگین‌کمان» یکی از عکس‌های او است که در بسیاری از رسانه‌های مختلف به چشم می‌خورد.  دومیری گنجی دو مجموعه عکس دارد. اولین مجموعه، به نام "۳۴ دلیل باورنکردنی زیبا برای بازدید از ایران" درباره ساختمان‌های مهم فرهنگی ایرانی مانند مساجد، بازارها و مناظر طبیعی است و دعوتی برای مردم جهان به بازدید از ایران است که محدوده وسیعی از توجه‌ها را جلب کرده است. مجموعه دیگر عکس‌ها با نام "۲۵ عکس باورنکردنی که زیبایی معماری ایرانی را نشان می‌دهد" پروژه سقف است که به‌طور خاص درباره سقف مکان‌های تاریخی ایران است. مجموعه‌های گنجی توسط CNN، BBC، Yahoo، ABC، Spiegel، Il Post، MSN، Politiken، Blic و N24 منتشر شده است. آثار او همچنین در National Geographic، Trends، Civilization، Mental Floss، Quest،.

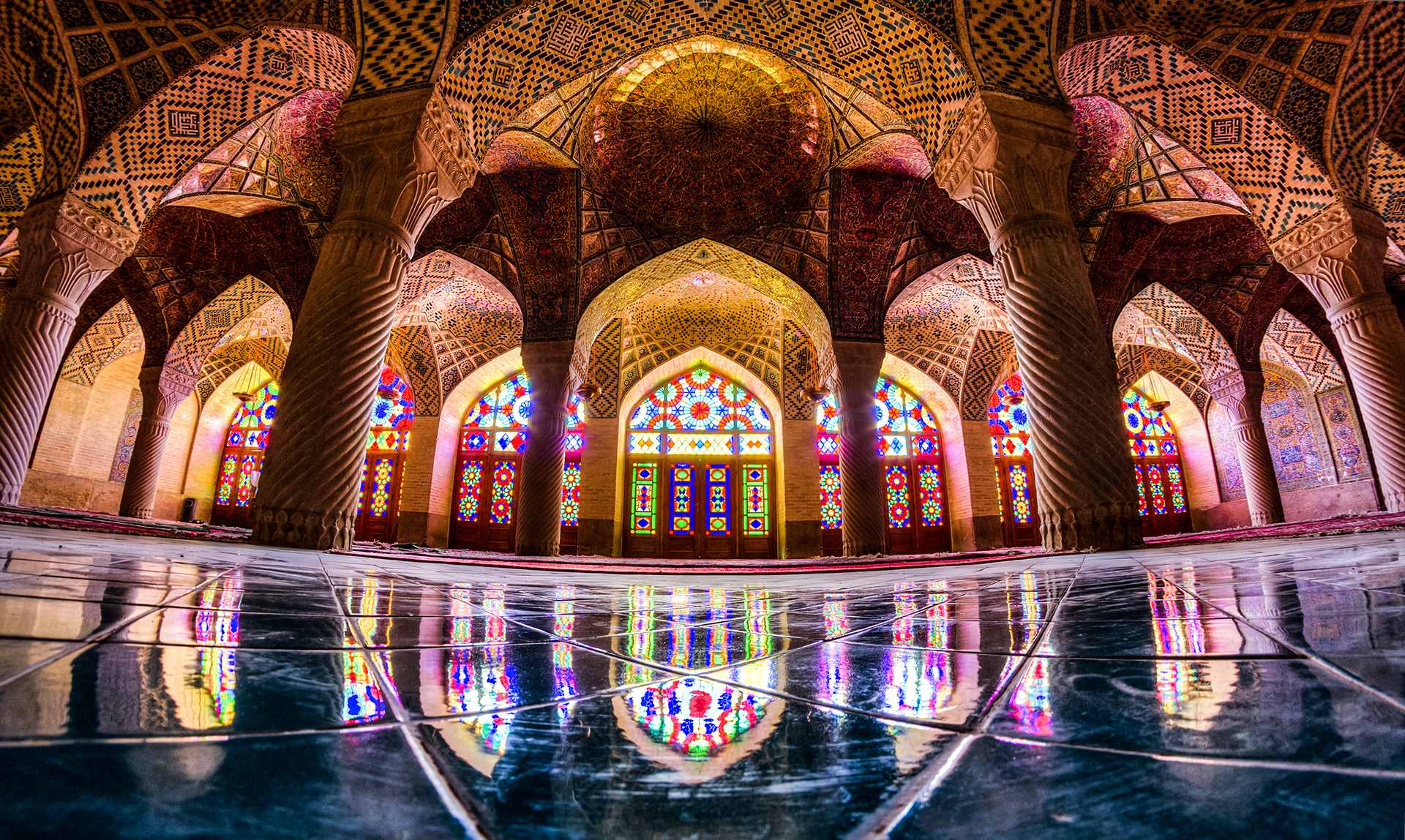
مسجد نصیرالملک
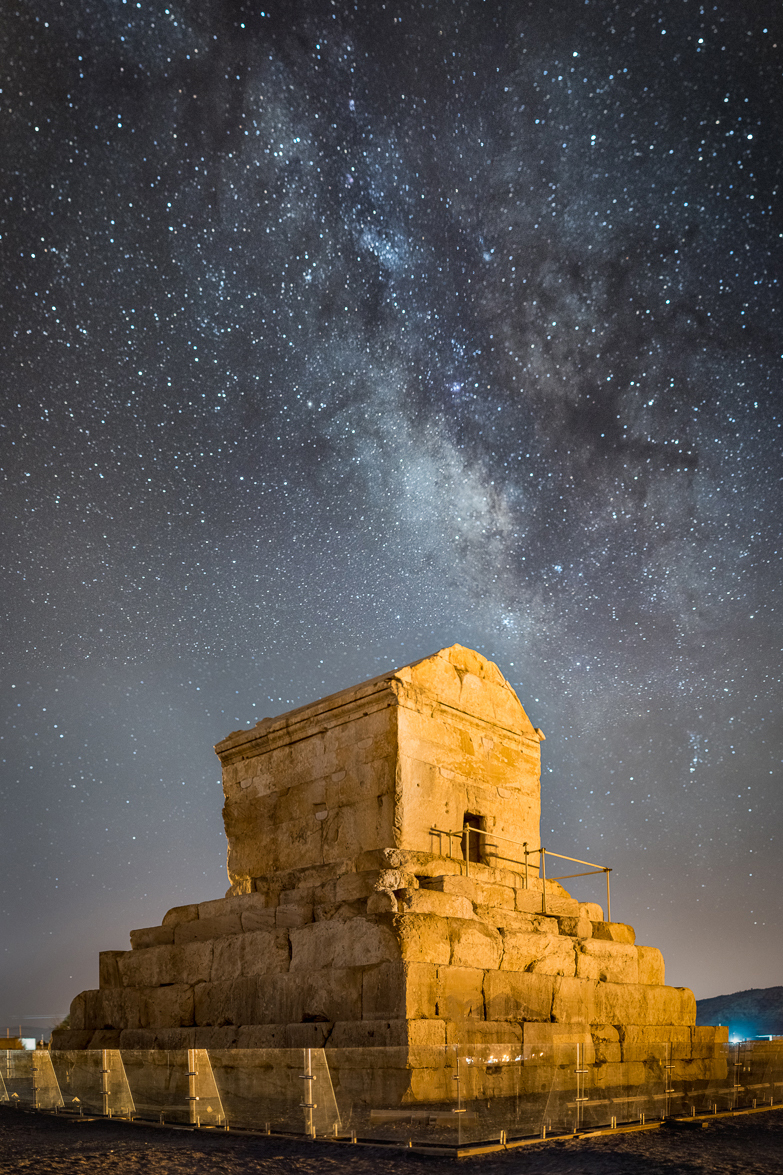
آرامگاه کوروش بزرگ
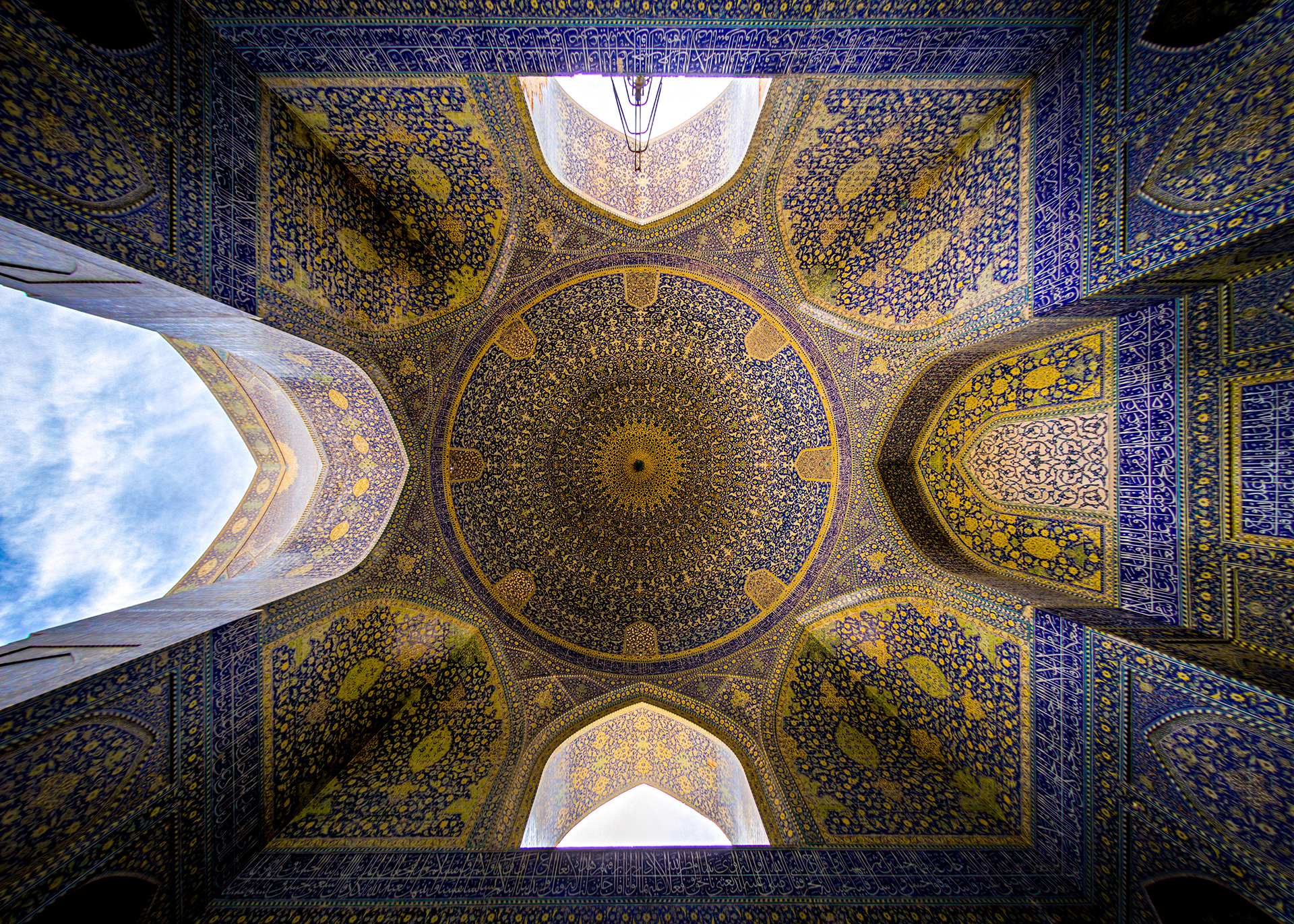
مسجد شاه (اصفهان)
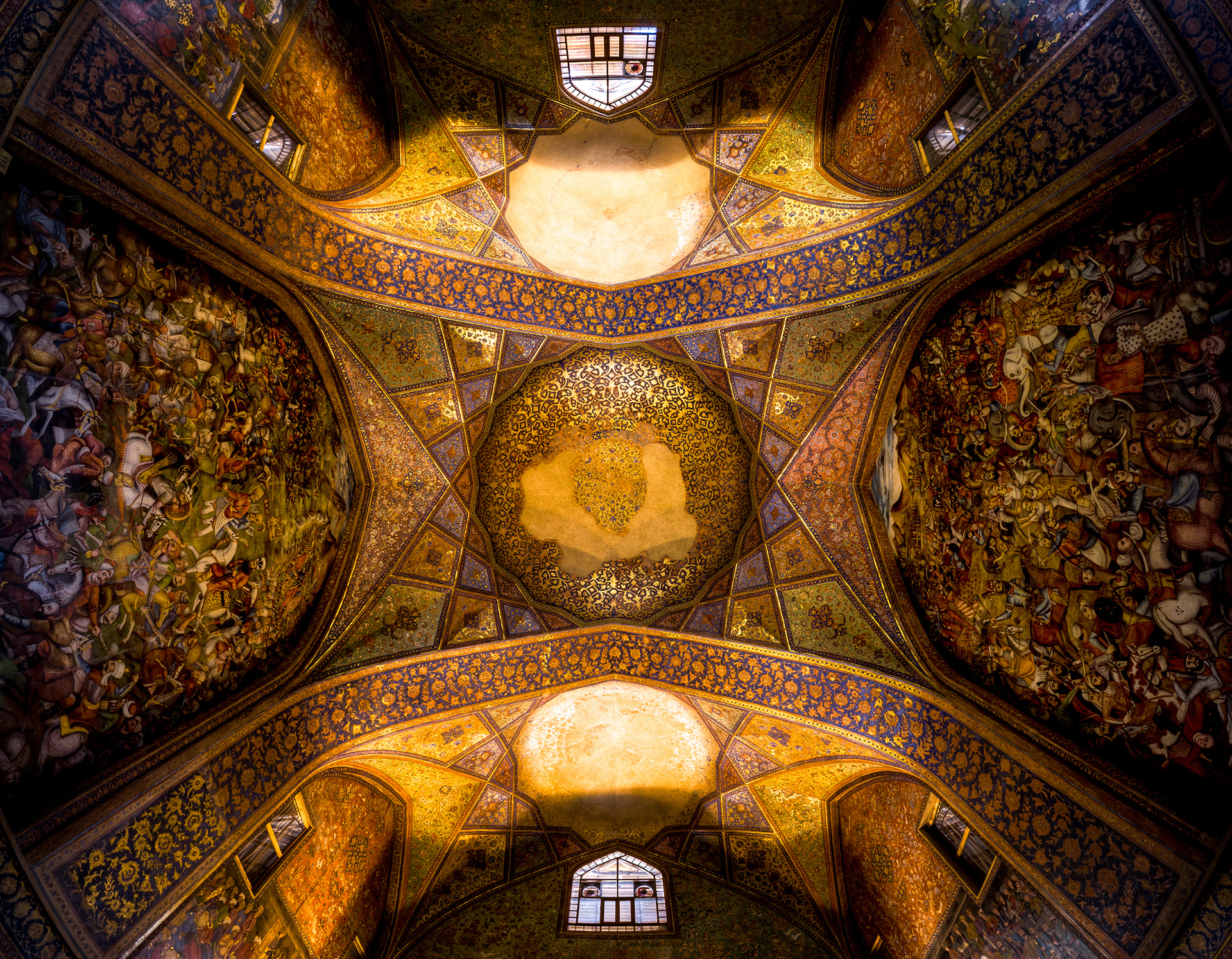
چهل‌ستون
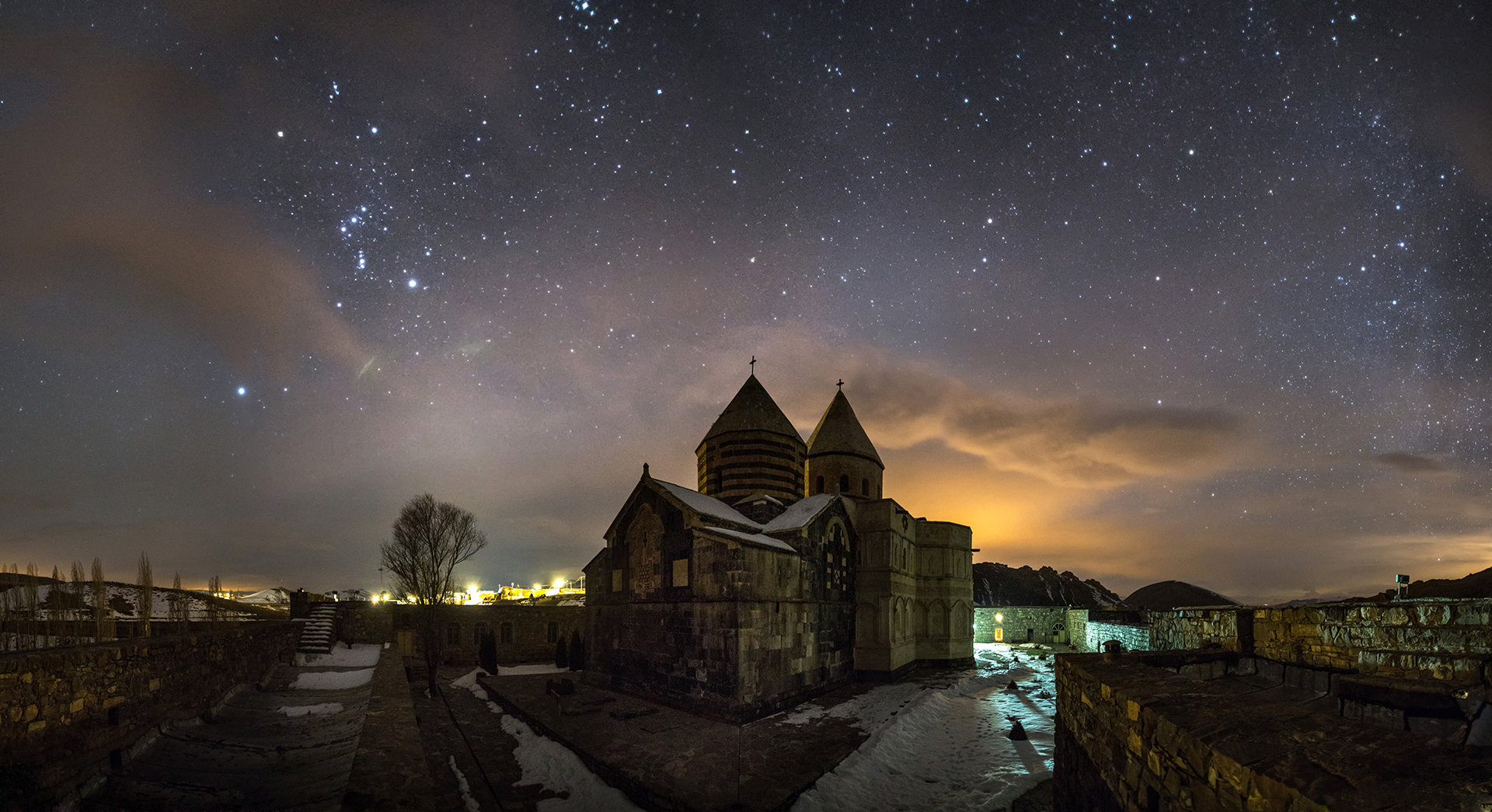
قره کلیسا

## نمایشگاه‌های انفرادی
- نمایشگاه عکس با عنوان سفری در معماری ایرانی در پارلمان اروپا [۲۳]
- نمایشگاه عکس با عنوان معماری و انتخاب دید در موزه هنر شارجه، امارات متحده عربی [۲۴]
- نمایشگاه عکس با عنوان معماری اسلامی در شهر شورته، آلمان [۲۵]
- نمایشگاه عکس با عنوان معماری ایرانی/اسلامی در موزهٔ هنرهای کلای آرچ شهر گیم‌هااه، کره جنوبی [۲۶]
- نمایشگاه عکس با عنوان ایران، زیبایی بزرگ، در پالازو گالونه در تریکازه، ایتالیا، سپتامبر ۲۰۱۹[۲۷]
- نمایشگاه عکس با عنوان اشکوب: سقف مندلا پارسی، تورنتو، کانادا، مارس ۲۰۲۰[۲۸]

## جایزه‌ها و افتخارها
- ۲۰۱۵ - ده عکس برتر پانوراما و نامزدی جشنواره جوایز عکاسی جهانی سونی.[۲۹]
- عکاس منتخب جایزه جهانی سونی در سال ۲۰۱۴ [۳۰]
- رتبه سوم جوایز کُلُر پانوبوک در سال ۲۰۱۴ [۳۱]
- مدال طلا و بالاترین امتیاز عکس HDR در جوایز پانو اپسون در سال ۲۰۱۴ [۳۲]
- مدال برنز کمال‌الملک در دومین جشنواره بین‌المللی عکس خیام در بخش آزاد رنگی[۳۳]